# King William Range
Die King William Range sind ein Gebirge im Zentrum des australischen Bundesstaates Tasmanien. Die Gebirgskette befindet sich an der Nordostecke des Franklin-Gordon-Wild-Rivers-Nationalparks, südwestlich des Lake King William.
Es besteht aus drei Bergen, dem Mount King William I. , 1324 m hoch, im Norden am Lyell Highway (A10), dem Mount King William II. , 1361 m hoch, in der Mitte und dem Mount King William III. , 1172 m hoch, im Süden.
Der Mount King William I. markiert den Eintritt des Lyell Highway in das unbewohnte Gebiet zwischen Franklin-Gordon-Wild-Rivers-Nationalpark und Cradle-Mountain-Lake-St.-Clair-Nationalpark. Gebirge und See wurden von Sir John Franklin auf seiner Expedition im Jahre 1842 nach drei niederländischen Königen benannt.
William Piguenit (1836–1914) malte die Gebirgskette in den 1880er-Jahren.